# Plecoptera luteiceps
Plecoptera luteiceps là một loài bướm đêm trong họ Erebidae.